# Wydawnictwo Naukowe Uniwersytetu Mikołaja Kopernika
Wydawnictwo Naukowe Uniwersytetu Mikołaja Kopernika (Wydawnictwo Naukowe UMK, Wydawnictwo UMK) – jednostka ogólnouczelniana Uniwersytetu Mikołaja Kopernika w Toruniu.

## Historia
Wydawnictwo działa od 13 lutego 1967 roku. Z dniem 2 listopada 2007 roku decyzją JM Rektora (Zarządzenie nr 99 z dn. 26.10.2007 r.) nastąpiło przekształcenie Działu Wydawnictw UMK, Samodzielnej Sekcji Wydawnictw przy Collegium Medicum oraz Biura Promocji i Dystrybucji Wydawnictw Naukowych UMK w jednolite Wydawnictwo Naukowe Uniwersytetu Mikołaja Kopernika jako jednostkę usługową Uniwersytetu.

## Działalność Wydawnicza
Wydawnictwo wydaje książki naukowe o różnorodnej tematyce, związane z wielością dyscyplin naukowych uprawianych w uczelni, m.in. prace z następujących dziedzin: biologii, ekologii i ochrony środowiska, ekologii zwierząt, hydrobiologii, geografii ekonomicznej i badań regionalnych, gospodarki przestrzennej i planowania strategicznego, geografii społecznej, hydrologii i gospodarki wodnej, klimatologii, chemii, fizyki i astronomii, matematyki, filologii polskiej i filologii obcych (literaturoznawcze i językoznawcze), filozofii, pedagogiki, socjologii, logiki, nauk ekonomicznych i zarządzania, nauk historycznych, prawnych, zabytkoznawstwa i konserwatorstwa, sztuki Orientu, medycyny oraz teologii.